# Cratere Papike
Papike è un cratere sulla superficie di Marte.